# Cmentarz żydowski w Lutomiersku
Cmentarz żydowski w Lutomiersku – dokładna data jego powstania pozostaje nieznana, do 1811 roku służył także jako miejsce pochówku Żydów z pobliskiej Łodzi. Teren nekropolii jest nieogrodzony, pomimo dewastacji zachowały się fragmenty porozbijanych macew. Cmentarz znajduje się między Lutomierskiem a Wrzącą.